# روس كاميرون
روس كاميرون (بالإنجليزية: Ross Cameron)‏ هو سياسي أسترالي، ولد في 14 مايو 1965 بسيدني في أستراليا. حزبياً، نشط في الحزب الليبرالي الأسترالي. وقد انتخب عضو مجلس النواب الأسترالي عن دائرة Division of Parramatta ‏ (2 مارس 1996 – 9 أكتوبر 2004).